# Зеленяр західний

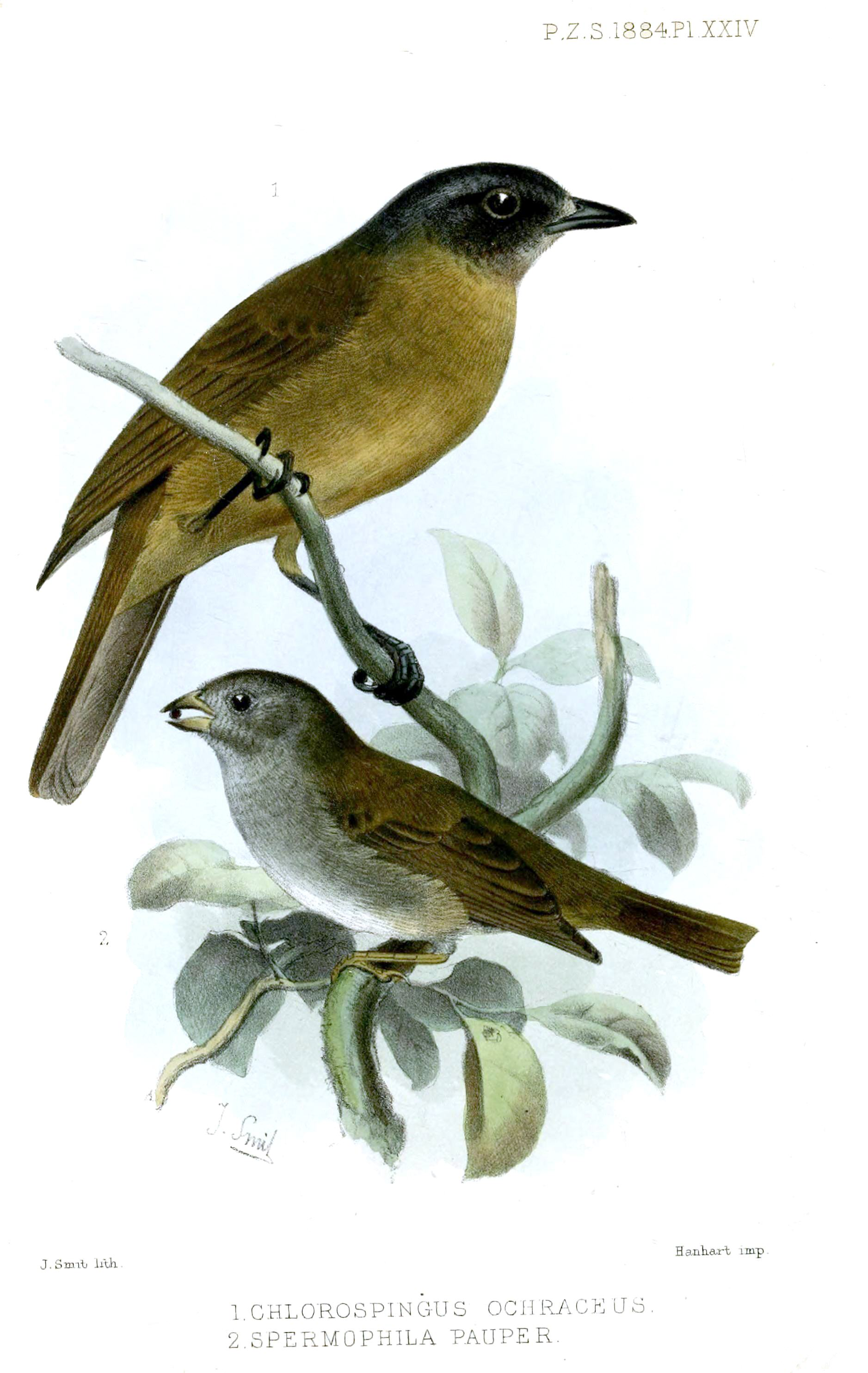
Західний зеленяр (зверху) і бурий потрост (знизу)

Зеленя́р західний (Sphenopsis ochracea) — вид горобцеподібних птахів родини саякових (Thraupidae). Мешкає в Колумбії і Еквадорі. Раніше вважався конспецифічним з чорнощоким зеленарем.

## Поширення і екологія
Західні зеленярі локально поширені на західних схилах Анд на південному заході Колумбії (Нариньйо) та на заході Еквадору. Вони живуть в підліску вологих гірських тропічних лісів та на узліссях. Зустрічаються на висоті від 1700 до 2500 м над рівнем моря.